# Turunas da Mauriceia
Os Turunas da Mauriceia foram um conjunto vocal e instrumental formado no Recife, Pernambuco, em 1926, e composto inicialmente por Augusto Calheiros (vocal), João Frazão (líder e violão), pelo cego Manuel Bezerra Lima (Pão de Açúcar-AL 1883 - Recife-PE 1945; violão) e pelos irmãos João (violão), Romualdo (Recife 1887 - Bom Jesus do Galho-MG 1971; violão) e Luperce Miranda (Recife-PE 1905 - Rio de Janeiro-RJ 1977;bandolim).
O nome do grupo foi dado pelo historiador Mário Melo, numa referência aos tempos do domínio holandês de Pernambuco e ao governo de Maurício de Nassau, quando a cidade do Recife era chamada de Mauriceia. Turuna é uma palavra de origem tupi cujo significado é negro poderoso, valente.

## História
Em 1927, sem Luperce Miranda, o conjunto viajou para o Rio de Janeiro, onde estrearam memoravelmente no Teatro Lírico, num festival patrocinado pelo jornal "Correio da Manhã", intitulado "O Que É Nosso", nome dum samba de Caninha, posteriormente gravado pelo conjunto.
Eles cantavam emboladas, cocos e sambas nordestinos, ritmos até então desconhecidos na capital federal, e trajavam roupas sertanejas, com chapéus de abas largas erguidas na frente, onde podiam ser lidos: "Guajurema", "Riachão", "Periquito" e "Patativa do Norte".
Nos espetáculos, o vocalista Augusto Calheiros, a Patativa do Norte, sempre apresentava o conjunto com as quadrinhas:
Cantamos canções do mato
Nem é outra a nossa ideia
Dizem que somos de fato
Turunas da Mauriceia
E referindo-se a si mesmo:
Eu só sigo os companheiros
Minha vida é a canção
Chamam-me Augusto Calheiros
O cantor do sertão
Nesse mesmo ano, o grupo gravou dez discos pela Odeon. O principal destaque dessas gravações foi a embolada, embora o selo do disco a indicasse como samba, "Pinião", de Augusto Calheiros e Luperce Miranda, grande sucesso no carnaval do ano seguinte. Suas apresentações no Rádio Clube do Brasil marcaram época.
Apesar de vida curta, os Turunas da Mauriceia foram um absoluto sucesso, chegando a excursionar pelo Sul do Brasil, Argentina e Uruguai. Com sua música sertaneja, tiveram profunda influência na música carioca, a ponto de Noel Rosa, Almirante e outros terem iniciado suas carreiras compondo peças ao estilo deles. O grupo se desfez em 1930, e alguns de seus integrantes voltaram para o Recife, enquanto Augusto Calheiros e Luperce Miranda seguiram vitoriosa carreira artística. O grupo gravou 18 discos pela Odeon com 36 músicas, curiosamente, a maioria sambas e valsas.

## Sucessos
- "A Canção da Sertaneja", Adauto Belo (1929)
- "É Boi", Augusto Calheiros (1929)
- "Helena", Luperce Miranda (1927)
- "Muié Teimosa", Augusto Calheiros (1929)
- "Óia, Óia o Tombo do Ganzá", João Frazão (1929)
- "O Pequeno Tururu", Augusto Calheiros e Luperce Miranda (1927)
- "Pandeiro Furado", autor anônimo (1927)
- "Pinião", Augusto Calheiros e Luperce Miranda (1927)
- "Samba da Pesqueira", João Frazão (1929)